# Mettmann
Mettmann är en stad i den tyska delstaten Nordrhein-Westfalen, och är belägen mellan de större städerna Düsseldorf och Wuppertal. Staden har cirka 39 000 invånare, på en yta av 43 kvadratkilometer, och ingår i storstadsområdet Rheinschiene. Mettmann är administrativ huvudort för ett distrikt med samma namn.
Staden Mettmann är bland annat känd för dalen Neandertal, där det första identifierade fyndet av neandertalmänniskan gjordes, på gränsen till grannstaden Erkrath.